# Bárbaro Marín
Bárbaro Félix Marín (La Havane, 4 mars 1959) est un acteur cubain.
Il étudie à l'Escuela Nacional de Instructores de Arte de Cuba.

## Filmographie

### Cinéma
- 2011 : Lecciones para un Beso
- 2008 : El Cuerno de la Abundancia
- 2003 : Música Cubana
- 2003 : Aunque estés lejos
- 1998 : Las Profecías de Amanda
- 1997 : Doña Bárbara
- 1997 : Záfiros Locura Azul
- 1996 : Calor... y celos
- 1995 : Tierra Índigo
- 1989 : Caravana
- 1987 : Asalto al Amanecer

### Télévision
- 2011 : El Cartel de los Sapos 2
- 2008 : Al Compás del Son
- 2000 : Las Huérfanas de la Obrapía
- 2000 : Andoba
- 1993-1996 : Día y Noche
- 1992 : Pasión y Prejuicio
- 1990 : La Casa de las Flores
- 1986 : Tren de Noviembre